# Sittersdorf
Sittersdorf (slowenisch Žitara vas) ist eine im Bezirk Völkermarkt in Kärnten gelegene zweisprachige Gemeinde mit 1947 Einwohnern (Stand 1. Jänner 2025).

## Geographie

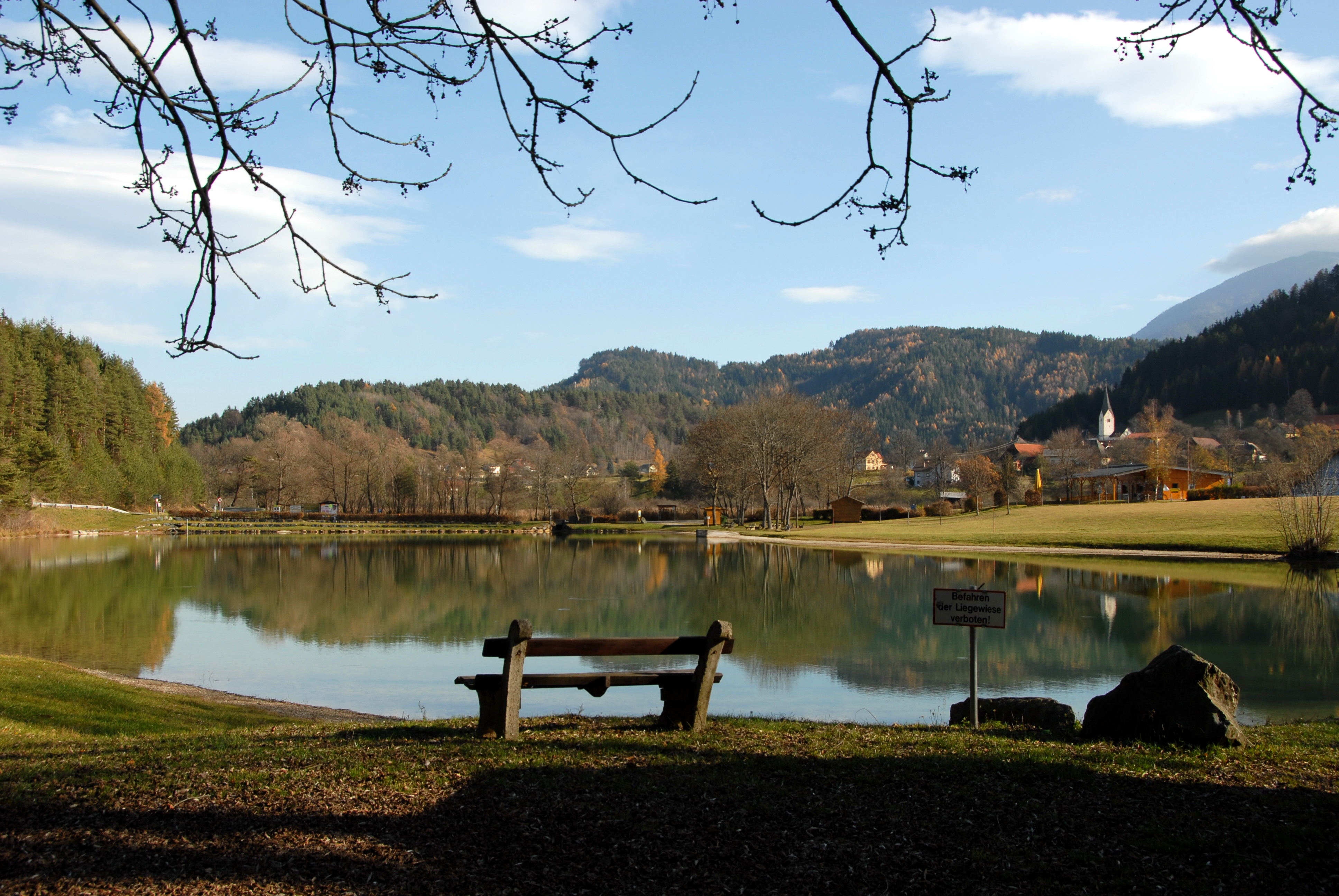
Sonnegger See

Die Gemeinde Sittersdorf liegt am südlichen Rand des Jaunfelds und den nördlichen Ausläufern der Karawanken. Der Hauptort Sittersdorf ist ungefähr zehn Kilometer Luftlinie von der Grenze zwischen Österreich und Slowenien entfernt. Das Gemeindegebiet wird von der Vellach und dem Suchabach durchflossen. Die größten stehenden Gewässer sind der Gösselsdorfer See und der künstlich geschaffene Sonnegger See.

### Gemeindegliederung
Sittersdorf besteht aus vielen, teilweise unzusammenhängenden Ortsteilen. Neben dem alten Hauptort Sittersdorf erschließen vor allem die Siedlungen Sielach und Weinberg die Gemeinde.
Sittersdorf ist in die sechs Katastralgemeinden Goritschach (Goriče), Altendorf (Stara vas), Sonnegg (Ženek), Sittersdorf (Žitara vas), Rückersdorf (Rikarja vas) und Proboi (Proboj) gegliedert. Das Gemeindegebiet umfasst folgende 27 Ortschaften (Einwohnerzahl Stand 1. Jänner 2025):
- Altendorf (Stara vas) (77)
- Blasnitzenberg (Plaznica) (18)
- Dullach (Dule) (15)
- Goritschach (Goriče) (141)
- Hart (Dobrava) (19)
- Homelitschach (Homeliše) (4)
- Jerischach (Jeriše) (70)
- Kleinzapfen (Malčape) (74)
- Kristendorf (Kršna vas) (46)
- Miklauzhof (Miklavčevo) (80)
- Müllnern (Mlinče) (110) samt Vellach
- Obernarrach (Zgornje Vinare) (92)
- Pfannsdorf (Banja vas) (79)
- Pogerschitzen (Pogrče) (25)
- Polena (Polane) (36)
- Proboj (Proboj) (122)
- Rain (Breg) (39) samt Hanschitz
- Rückersdorf (Rikarja vas) (159)
- Sagerberg (Zagorje) (33)
- Sielach (Sele) (188)
- Sittersdorf (Žitara vas) (174)
- Sonnegg (Ženek) (29)
- Tichoja (Tihoja) (37)
- Weinberg (Vinogradi) (257)
- Wigasnitz (Vijasce) (4)
- Winkel (15)
- Wrießnitz (Breznica) (4)

### Nachbargemeinden
| Sankt Kanzian am Klopeiner See | Eberndorf                                   | Eberndorf  |
| Gallizien                      | Kompassrose, die auf Nachbargemeinden zeigt | Globasnitz |
|                                | Eisenkappel-Vellach                         |            |

## Geschichte

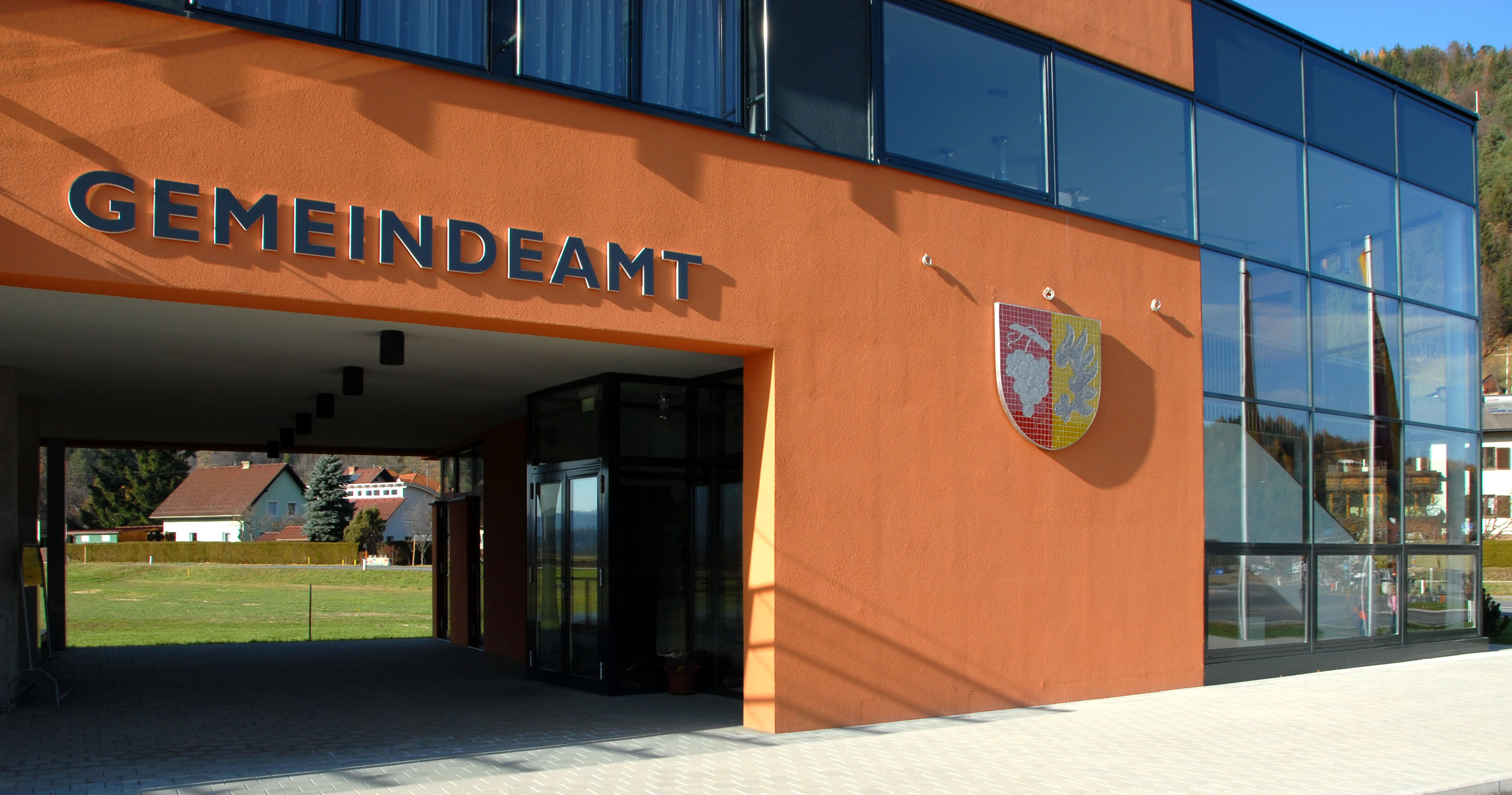
Gemeindeamt Sittersdorf

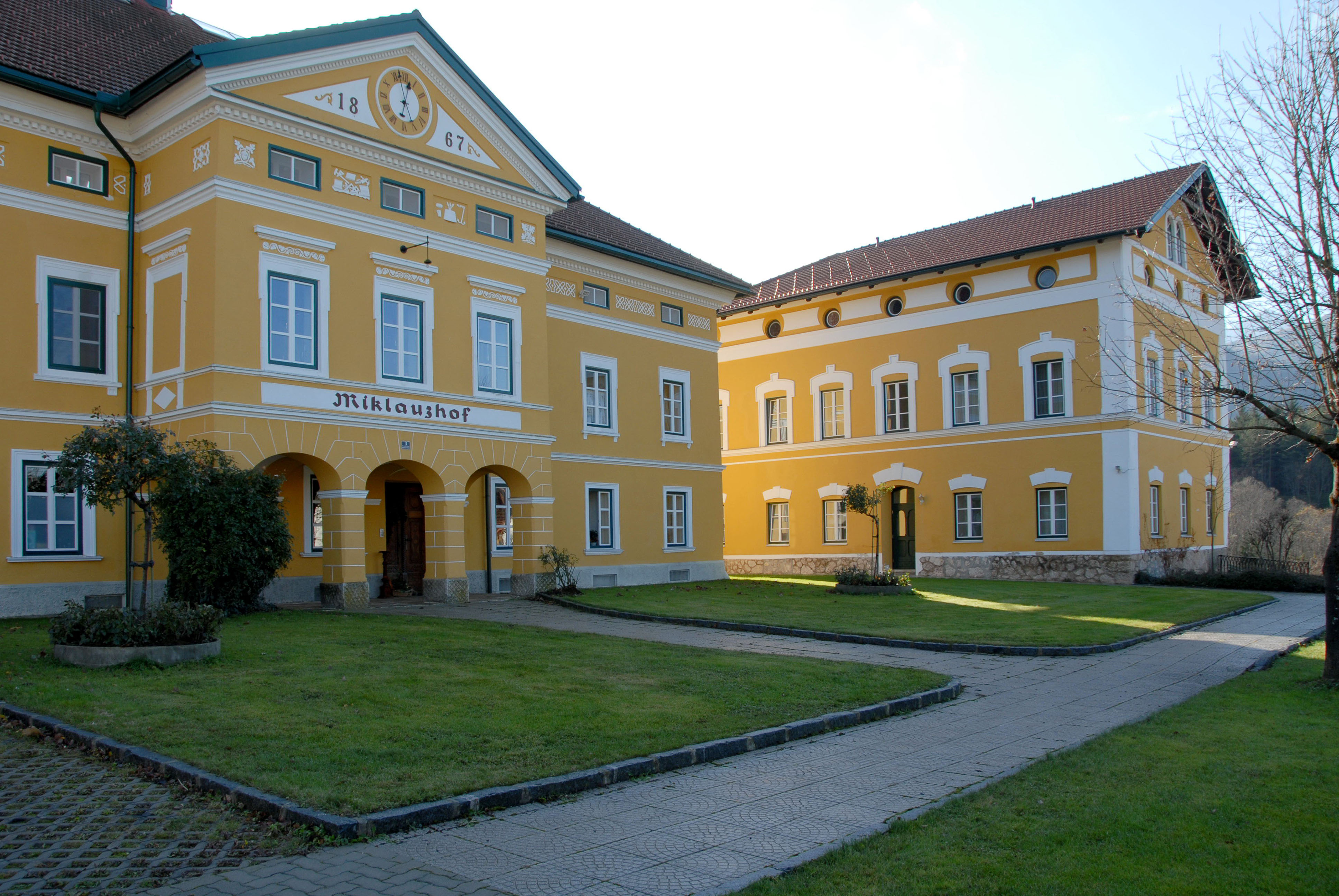
Miklauzhof

Die Kirche der heiligen Helena in Sittersdorf wurde 1154 erstmals urkundlich erwähnt. Auf der im 13. Jahrhundert von Heunburger Ministerialen errichteten Burg Sonnegg (urkundlich 1267 erstmals erwähnt) war im Mittelalter das herzogliche Landgericht für das Jauntal untergebracht. Das Wappen der Herren von Sonnegg, der Adlerflügel, findet sich noch heute im Gemeindewappen. Sie besaßen die Burg bis in das 16. Jahrhundert, anschließend besaß und erweiterte die Familie Ungnad das Bauwerk, das schließlich 1639 in den Besitz der Orsini-Rosenberg gelangte.
Über die zweite, südlich von St. Philippen gelegene Burg im Gemeindegebiet von Sittersdorf am Hügel Gradiše ist fast nichts mehr in Erfahrung zu bringen. Es gibt jedoch einen Bericht von Stephan Singer aus dem Jahre 1938, aus welchem hervorgeht, dass am Burgberg Mauerreste einer Burg vorhanden sind. Die Vermutung lautet, dass dies die Burg „Juno“ oder „Kristendorf“ gewesen ist.
Ab der frühen Neuzeit war Sittersdorf für seinen Weinbau bekannt, Sittersdorfer Wein soll sogar an den Hof des spanischen Königs Karl III. gelangt sein. Auf Anraten des österreichischen Gesandten in Spanien, Fürst Franz von Rosenberg, bei Magen- und Verdauungsproblemen den roten Sittersdorfer „Gesundwein“ zu probieren, der seinen Charakter erst durch den Herbstreif erhält, habe sich der König  zwei „Lagl“ davon über Triest nach Madrid liefern lassen. Der Anbau des Sittersdorfer „Rötels“ wird, wenn auch in geringem Umfang, bis in die Gegenwart betrieben.
Die 1850 gegründete Ortsgemeinde Sittersdorf wurde 1865 in die Gemeinde Eberndorf eingegliedert, verselbständigte sich aber sechs Jahre später wieder. Im Jahr 1944 wurde das Gemeindegebiet um die Katastralgemeinden Rückersdorf (als Ortsgemeinde aufgelöst) und Proboi erweitert und 1973 um Teile der Marktgemeinde Eisenkappel-Vellach vergrößert.
Die alte Volksschule wurde abgetragen und durch eine neue ersetzt, auch sozialer Wohnbau und ein zweisprachiger Kindergarten entstanden.

## Bevölkerung
Nach der Volkszählung 2001 hatte die Gemeinde Sittersdorf 2122 Einwohner, davon waren 98 % österreichische Staatsbürger. Rund zwanzig Prozent gehörten der slowenischsprachigen Volksgruppe an.
Zur römisch-katholischen Kirche bekannten sich 93,2 % der Gemeindebevölkerung, zur evangelischen Kirche 1,1 %, ohne religiöses Bekenntnis waren 3,7 %.

## Kultur und Sehenswürdigkeiten
- Acoustic Lakeside Festival am Sonnegger See (www.acousticlakeside.com)
- Katholische Pfarrkirche Sittersdorf hl. Helena
- Katholische Pfarrkirche St. Philippen ob Sonnegg in Pfannsdorf
- Burgruine Sonnegg
- Schloss Sonnegg
- Landjugend Sittersdorf
- Slowenischer Kulturverein SPD Trta
- Männergesangsverein MGV Sittersdorf
- Sportverein SVS Sittersdorf
- Sportverein SF Rückersdorf

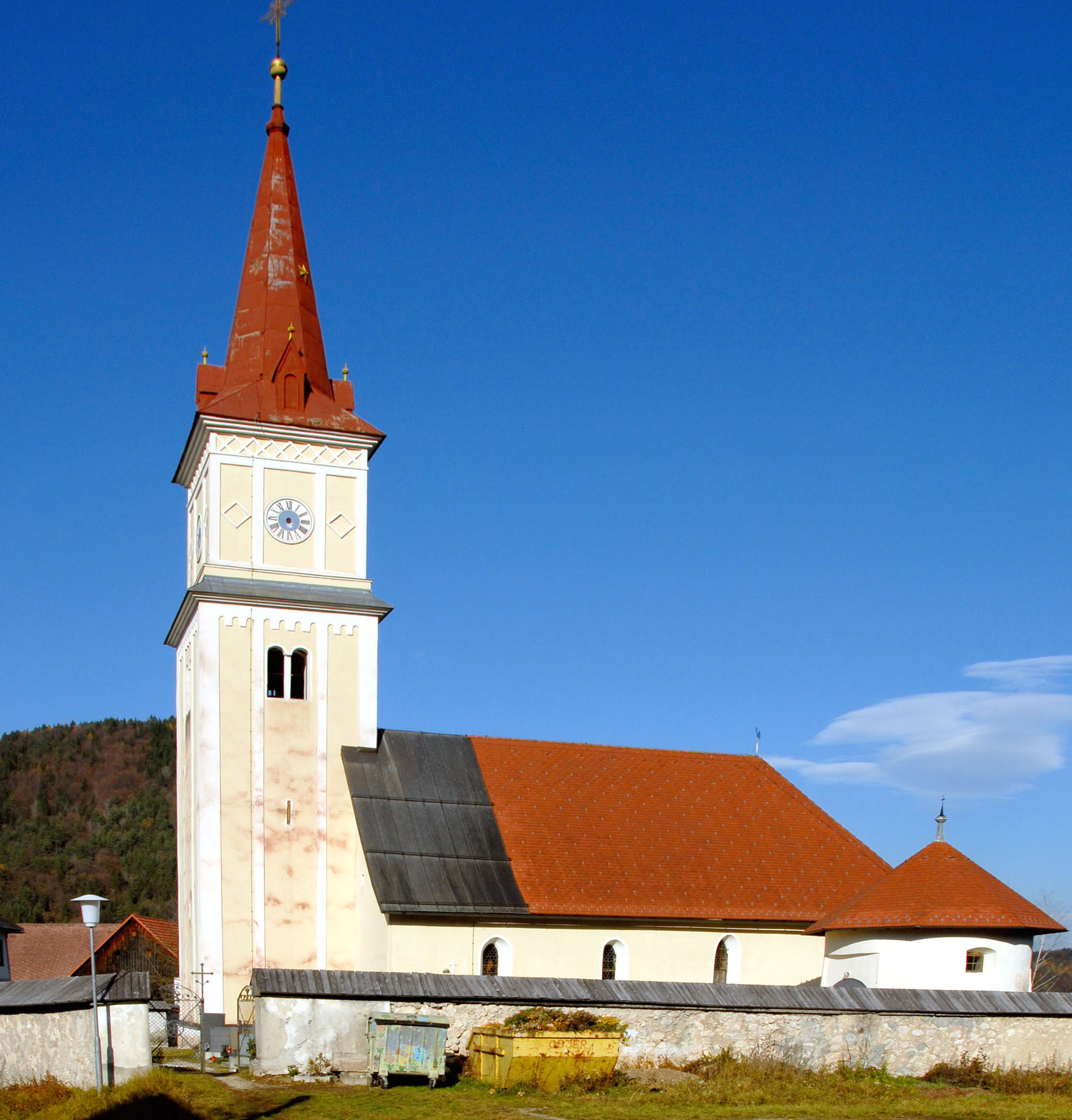
Pfarrkirche Sittersdorf
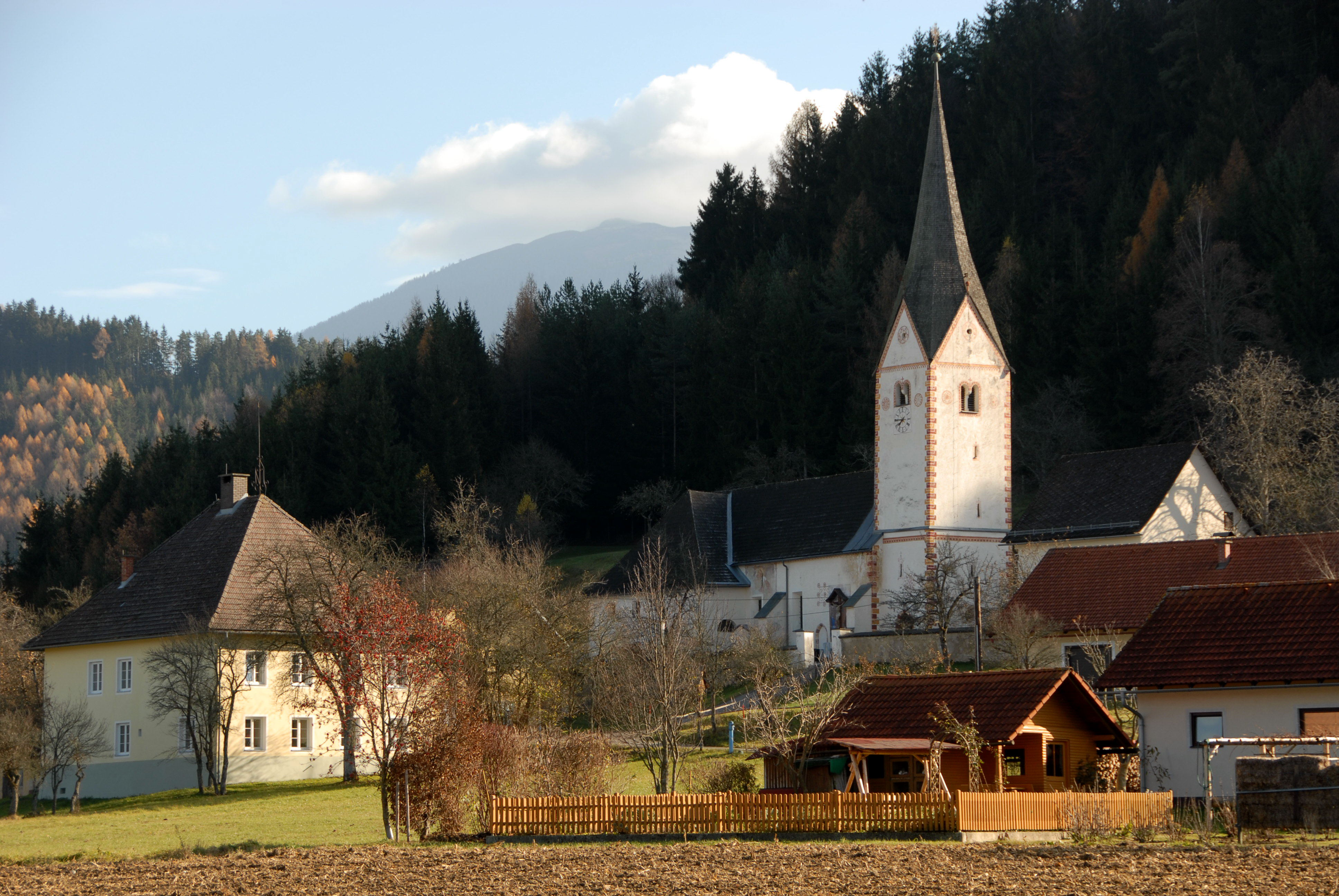
Pfarrkirche St. Philippen ob Sonnegg
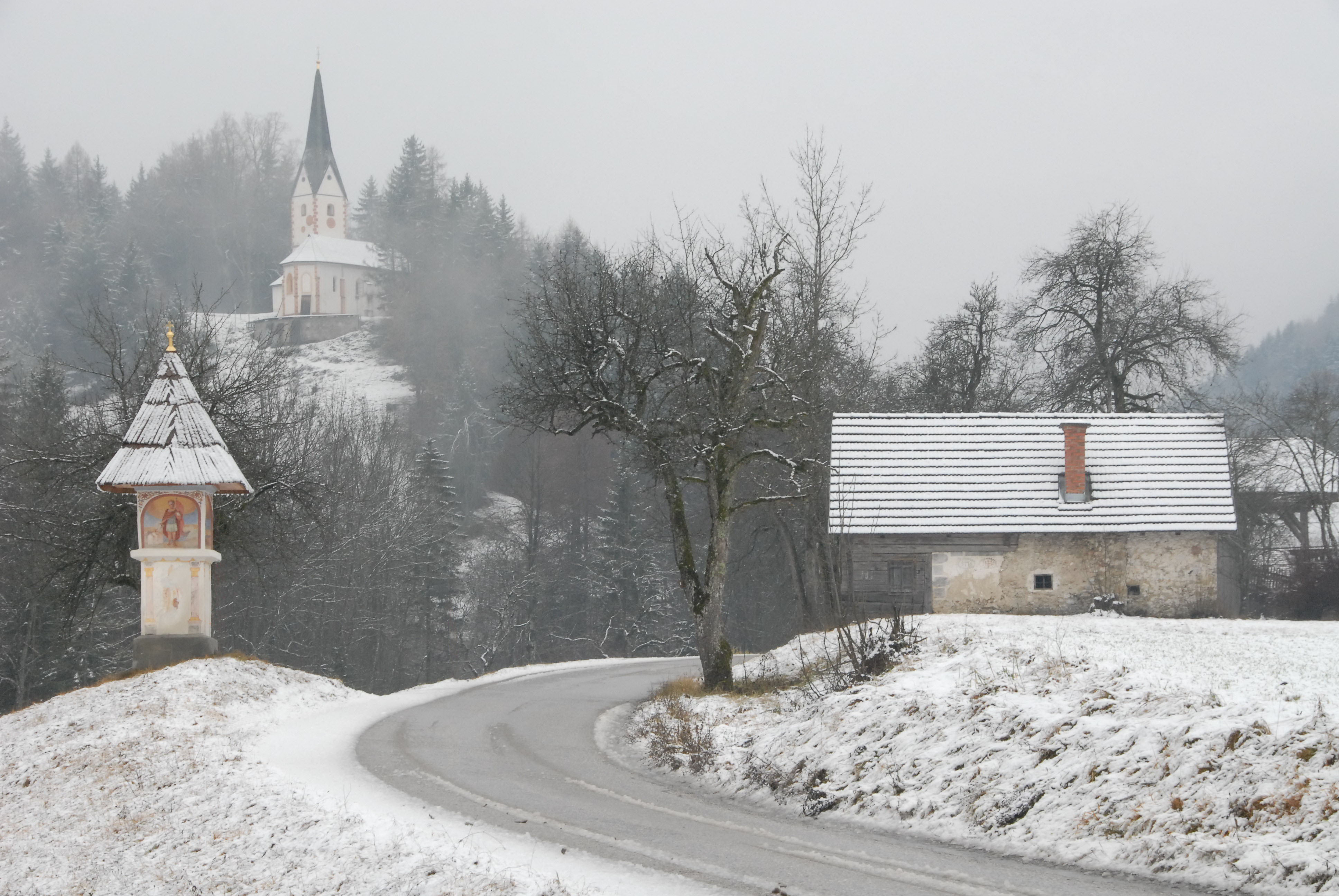
Bildstock, Filialkirche Heiliger Andreas und Keusche bei Altendorf
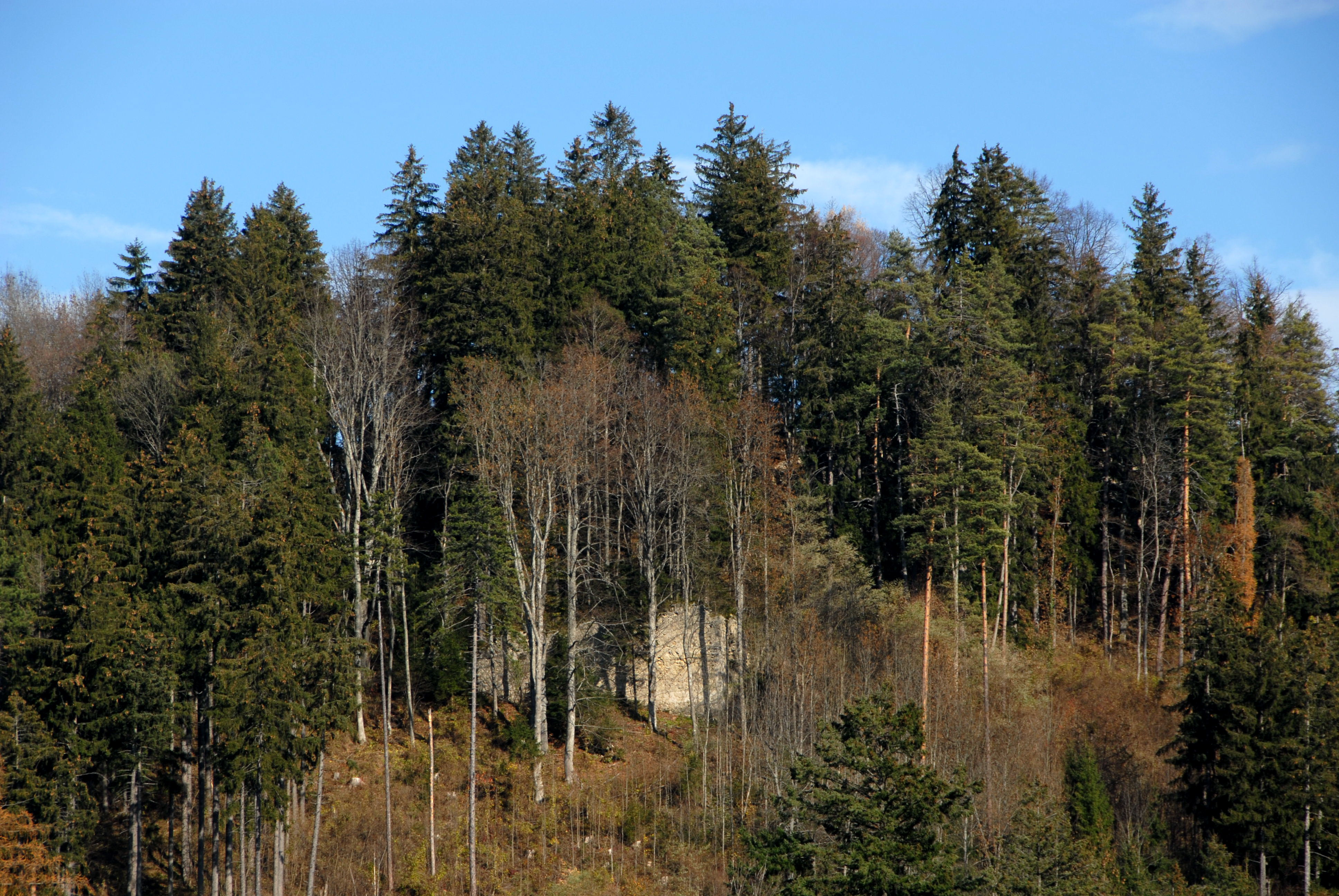
Burgruine Sonnegg
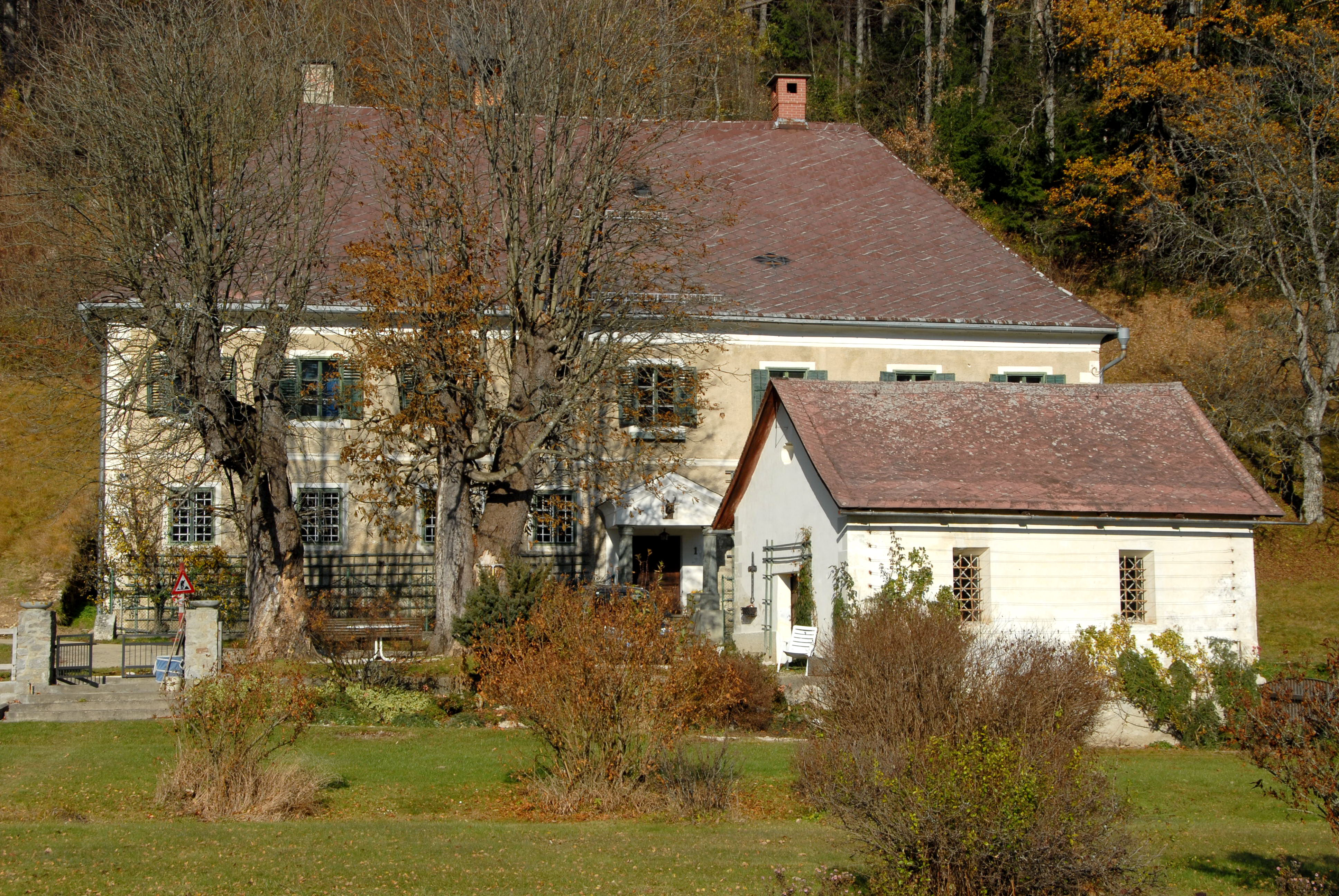
Schloss Sonnegg

## Wirtschaft und Infrastruktur
Der wichtigste Erwerbszweig im Gemeindegebiet ist nach wie vor die Landwirtschaft, auch wenn der Tourismus seit der zweiten Hälfte des 20. Jahrhunderts an Bedeutung gewonnen hat.

### Wirtschaftssektoren
Die folgende Tabelle zeigt die Entwicklung der Anzahl der Betriebe und der Beschäftigten in den Wirtschaftssektoren:
| Wirtschaftssektor            | Anzahl Betriebe | Anzahl Betriebe | Anzahl Betriebe | Erwerbstätige | Erwerbstätige | Erwerbstätige |
| Wirtschaftssektor            | 2021            | 2011            | 2001            | 2021          | 2011          | 2001          |
| ---------------------------- | --------------- | --------------- | --------------- | ------------- | ------------- | ------------- |
| Land- und Forstwirtschaft 1) | 49              | 150             | 186             | 56            | 52            | 41            |
| Produktion                   | 16              | 16              | 14              | 168           | 173           | 193           |
| Dienstleistung               | 126             | 67              | 46              | 242           | 162           | 167           |

1) Betriebe mit Fläche in den Jahren 2010 und 1999, Arbeitsstätten im Jahr 2021

### Verkehr
Durch das Gemeindegebiet führt in nord-südlicher Richtung die Seeberg Straße B 82, von der in Sittersdorf die Bleiburger Straße B 81 nach Osten abzweigt.

## Politik

### Gemeinderat
Der Gemeinderat hat seit 2021 nur noch 15 Mitglieder, davor 19.
| Partei | 2021  | 2021    | 2015  | 2015    | 2009  | 2009    |
| Partei | %     | Mandate | %     | Mandate | %     | Mandate |
| ------ | ----- | ------- | ----- | ------- | ----- | ------- |
| SPÖ    | 43,14 | 7       | 45,33 | 9       | 49,07 | 10      |
| WUTTE  | 22,27 | 3       | 25,02 | 5       |       |         |
| BGM    | 21,19 | 3       |       |         |       |         |
| REGI   | 13,41 | 2       |       |         |       |         |
| AFS    |       |         | 29,66 | 5       |       |         |
| ÖVP    |       |         |       |         | 16,02 | 3       |
| EL     |       |         |       |         | 12,43 | 2       |
| BZÖ    |       |         |       |         | 21,01 | 4       |
| EVA    |       |         |       |         | 1,47  | 0       |

### Bürgermeister
Direkt gewählter Bürgermeister ist Gerhard Koller (SPÖ).

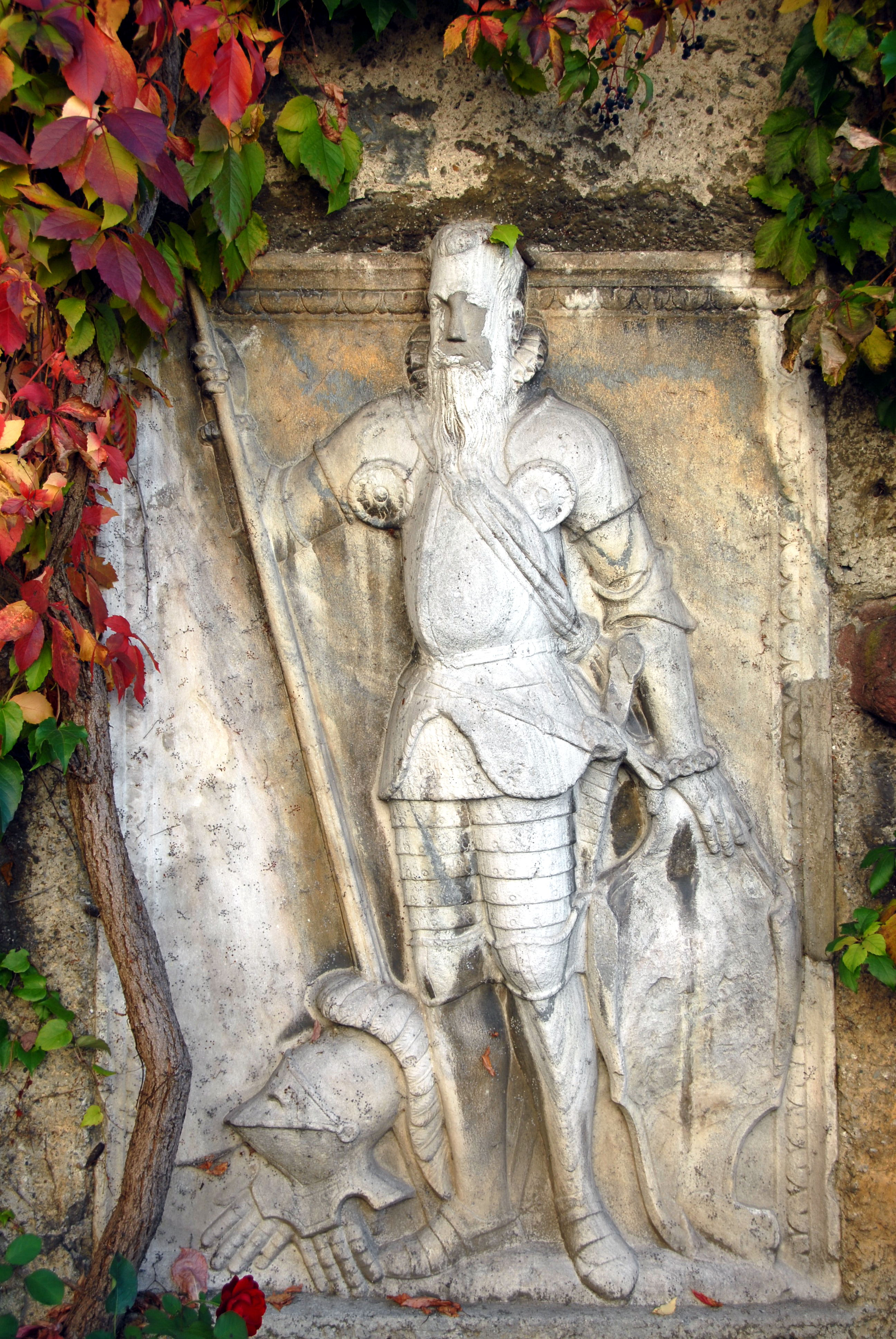
Grabplatte des Freiherrn Sonnegg am Stadtturm von Völkermarkt

### Wappen
Das Wappen von Sittersdorf hat folgende Blasonierung: „Gespaltener Schild, vorn in Rot eine silberne Weintraube, hinten in Gold ein schwarzer Adlerflügel schwebend.“
Anlass für die Übernahme der Traube in das Wappen war die Tatsache, dass zum Zeitpunkt der Wappenverleihung (1961) Sittersdorf die einzige Gemeinde Kärntens war, in der noch in nennenswertem Umfang Weinbau betrieben wurde (Sittersdorfer „Rötel“). Der Adlerflügel ist dem Siegel der Herren von Sonnegg übernommen, wie es an einer Urkunde aus dem Jahr 1344 angebracht wurde; dieses Geschlecht, das sich nach der Burg nannte, ist als deren Besitzer von 1296 bis in das 16. Jahrhundert nachweisbar.
Wappen und Fahne wurden der Gemeinde am 28. April 1961 verliehen. Die Gemeindefahne ist Rot-Gelb mit eingearbeitetem Wappen.

## Persönlichkeiten

### Söhne und Töchter der Gemeinde
- August von Steinberg (1820–1881), Bezirksvorsteher und Politiker
- Franc Petek (1885–1965), österreichischer Politiker, Arzt und Abgeordneter zum Kärntner Landtag, stammt aus Altendorf.
- Josef Marketz (* 1955), Bischof von Gurk-Klagenfurt
- Angelika Mlinar (* 1970), Juristin und Politikerin (NEOS, SAB)

### Mit der Gemeinde verbundene Persönlichkeiten
- Friedrich Seifriz (1849–1912), österreichischer Politiker, Gutsbesitzer, Abgeordneter zum Reichstag und Bürgermeister von Sittersdorf, lebte in Miklauzhof.